# دنيس كيمب (لاعب كرة قدم)
دنيس كيمب (بالألمانية: Dennis Kempe) هو لاعب كرة قدم ألماني في مركز الدفاع، ولد في 24 يونيو 1986 في فيزل في ألمانيا. شارك مع منتخب ألمانيا تحت 16 سنة لكرة القدم ومنتخب ألمانيا تحت 19 سنة لكرة القدم. أما مع النوادي، فقد لعب مع نادي آلن ونادي فادوتس ونادي فولفسبورغ ونادي كارلسروه.

## وصلات خارجية
- دنيس كيمب على موقع قاعدة بيانات كرة القدم.إي يو (الإنجليزية)
- دنيس كيمب على موقع بيانات كرة القدم. دي إي (الألمانية)
- دنيس كيمب على موقع Soccerway.com (الإنجليزية)
- دنيس كيمب على موقع عالم كرة القدم.نت (الإنجليزية)